# Paul Amadeus Pisk
Paul Amadeus Pisk (Wenen, 16 mei 1893 – Los Angeles, 12 januari 1990) was een Oostenrijks componist, musicoloog, muziekpedagoog en pianist.

## Levensloop
Pisk studeerde musicologie bij Guido Adler aan de Universiteit van Wenen en promoveerde aldaar in 1916 tot Dr. Phil.. Vervolgens studeerde hij aan de Universität für Musik und darstellende Kunst Wien te Wenen onder andere compositie bij Arnold Schönberg en Franz Schreker.
In de tijd van 1920 tot 1928 was hij mede-uitgever van de Musikblätter van het dagblad "Anbruch" alsook van 1921 tot 1934 muziekrecensent van de Arbeiter-Zeitung (Arbeiders-Dagblad).
Pisk werd docent aan de Universität für Musik und darstellende Kunst Wien en daarnaast ook aan verschillende volksuniversiteiten te Wenen, vooral aan de volksuniversiteit Volksheim Ottakring, waar hij van 1932 tot 1934 samen met Kurt Pahlen werkte. Tot zijn leerlingen behoord onder anderen Leopold Spinner. Hij was eveneens bestuurslid, secretaris en pianist in de vereniging voor muzikale privé-uitvoeringen. Verder behoorde hij tot de medeoprichters van de International Society for Contemporary Music.
In 1936 emigreerde hij in de Verenigde Staten. Aldaar werd hij docent aan de Universiteit van Redlands in Redlands (Californië) (1937-1951), aan de Universiteit van Texas te Austin (Texas) (1951-1963) en aan de Washington-universiteit in Saint Louis (1963-1972).
Als componist schreef werken voor orkest, harmonieorkest, balletten, kamermuziek en liederen. Verder is hij auteur van diverse muziektheoretische boeken. In 1925 werd hij onderscheiden met de Kompositionspreis der Stadt Wien.

## Composities

### Werken voor orkest
- 1924 Partita, voor orkest, op. 10
- 1936 String Music, voor strijkorkest, op. 40
- 1940 Shanty-boy, fantasie over een Amerikaanse ballade voor hobo (of viool; of klarinet) en strijkers
- 1944 Suite on American Folk Songs, voor klein orkest
- 1952 Adagietto and finale, voor orkest
- Elegy, voor strijkorkest, op. 93
- Passacaglia, concertino voor kamerorkest, op. 50

### Werken voor koperensembles
- 1947 Cortege, voor koperensemble (3 cornetten, 3 trompetten, 2 hoorns, 3 trombones, bariton en tuba), op. 53 b

### Missen, cantates en gewijde muziek
- 1944 A prayer, voor vrouwenkoor (SSA) - tekst: Edwin Markham
- 1946 The voice of God, voor vrouwenkoor a capella - tekst: James Stephens
- 1951 Salve Regina, voor middenstem en piano of orgel
- 1954 Psalm 30, voor mannenkoor (TTBB) a capella
- 1956 The Trial of Life, cantate voor spreker, sopraan, bariton, gemengd koor en orkest, op. 88
- 1957 The Prophecy of Zachariah, voor gemengd koor en orgel, op. 89
- 1960 God's Omnipotence, voor gemengd koor (SATB) en orgel, op. 99
- 1965 Four sacred songs, voor twee zangstemmen en piano
- 1965 The Spirit of God, voor twee zangstemmen en orgel
- 1967 Drei Messen, zu sechs Stimmen
- 1969 Fünf Messen von Jacobus Gallus zu vier bis sechs Stimmen
- 3 Psalms, voor bariton en orkest, op. 21
- Modelle für die Messen von Jacobus Gallus, voor gemengd koor (in: Denkmäler der Tonkunst in Österreich vol.78)
  1. Pater Noster
  2. Elisabethae impletum est
  3. Casta novenarum
  4. Elizabeth Zachariae
  5. Locutus est dominus ad Moyseu diceus
  6. Sancta Maria
  7. Adesto dolori meo
  8. Trauseunte domino clamabat coecus
  9. Im Mayen
  10. Ich stund an einem Morgen
  11. Ob ich schon arm und elend bin
  12. Un gay bergier
  13. Maria Magdaleno
  14. Jour mon dicour
- Prayer for Peace, voor sopraan, bariton, gemengd koor en orgel
- Psalm 48 - Red-Lands, voor gemengd koor
- Psalm 54, voor gemengd koor a capella
- Requiem, voor zangstem en piano
- Salomon's Prayer, voor zangstem en piano
- Vier geistliche Gesänge, voor middenstem en piano, op. 12 - tekst: Christian Morgenstern

### Muziektheater

#### Balletten
| Voltooid in | titel                 | aktes | première | libretto       | choreografie |
| ----------- | --------------------- | ----- | -------- | -------------- | ------------ |
| 1931        | Der große Regenmacher |       |          | Josef Luitpold |              |

#### Toneelmuziek
- 1930-1931 Schattenseite, Monodrama in een akte, voor sopraan, bariton, sprekers, gemengd koor en orkest, op. 25

### Werken voor koor
- 1918 Die Danaide, voor vrouwenkoor en orkest, op. 2 nr. 2 - tekst: Gustav Falke
- 1927 Drei Männerchöre, voor mannenkoor, op. 19 - tekst: Jens Peter Jacobsen
  1. Traum
  2. Und hat der Tag
- 1939 So Mote It Be, voor mannenkoor (TTBB) a capella - tekst: Josef Luitpold; Engelse vertaling: W.B. Olds
- 1944 A Prayer, voor vrouwenkoor (SSA)
- 1944 Thy God Reigneth, voor vrouwenkoor (SSA) en piano, op. 52
- 1946 Autumn chant, voor vrouwenkoor - tekst: Edna St. Vincent Millay
- 1946 The dark hills, voor vrouwenkoor a capella - tekst: Edwin Arlington Robinson
- 1950 A Forest Song, voor gemengd koor en piano, op. 67 - tekst: Alfred Noyes
- 1950 Daisies, voor vrouwenkoor (SSA) en 3 klarinetten, op. 71
- 1954 Sunset - A Cycle of Three Poems by Emily Dickinson, voor vrouwenkoor (SSAA), op. 81
- 1955 Evening, voor gemengd koor en piano (of orgel) - tekst: S. Weir Mitchell
- 1956 Two American Folksongs, voor gemengd koor
- 1958 The Monkey's Wedding, voor gemengd koor
- 1959 All For Love, voor gemengd koor
  1. Groan
  2. Two-Faced Love
  3. New Flames for Old
- 1964 Two Sonnets, voor gemengd koor - tekst: William Shakespeare
- Drei Volkschöre, voor gemengd koor - tekst: Joan Boss
- Gebet aus dem XX. Jahrhundert (Bauspruch aus "Die neue Stadt") voor gemengd koor (of vrouwenkoor)
- In Memoriam Carl Sandburg, voor gemengd koor
  1. Nightsong
  2. Daybreak
  3. Summergrass
- Song from Shakespeare's "Much Ado About Nothing", voor gemengd koor

### Vocale muziek
- 1913/1923/1933 Voices - Three Fragments from "The Guiltless", voor zangstem en piano - tekst: Hermann Broch
- 1922 Sänge eines fahrenden Spielmanns, voor middenstem en piano, op. 6 - tekst: Stefan Anton George, uit het "Buch der Sagen und Sänge"
- 1927 Three Songs, voor sopraan (of tenor) en piano, op. 23 a
  1. Kreuz der Strasse
  2. Fenster wo ich einst mit Dir
  3. Kahl reckt der Baum in Winterdunst
- 1929 Gesang vom Rundfunk, voor sopraan, alt en 8 instrumenten - tekst: Heinrich Infeld
- 1931 Lieder nach Gedichten von Alfons Paquet, voor zangstem en piano, op. 26
  1. Ansfahrt
  2. Vorm Winter
  3. Wohin ich jetzt sehe
  4. Was wird's sein
  5. Rustige Fahrt
- 1932 Vier Kinder Verwirr-Lieder, voor zangstem en piano, op. 29
  1. Babies
  2. Beinchen
  3. Schlangelchen
  4. Arm Krautchen
- 1933 Kleine Musik um Karl Marx, voor zanger, zangeres, spreker, klarinet, trompet, fagot en slagwerk - tekst: Josef Luitpold
  1. Vorspiel
  2. Für die Welt arbeiten
  3. Warum?
  4. Wegen Mary Anne Walkley
  5. Der grosse Kamerad
  6. Baronesse der Flachen Erde
  7. Ewige Parole
- 1935 Fünf Lieder, voor zangstem en piano, op. 35 - tekst: Gustav Falke
  1. Wolken
  2. Wenn ich sterbe
  3. Winter
  4. Vorm Himmelstor
  5. Geheimes Grauen
- 1935 Meadow-Saffrons, voor contralto, klarinet in A en basklarinet, op. 37 a - tekst: van de componist naar Oriëntaalse proverbes
- 1938 Longing, voor zangstem en piano - tekst: Matthew Arnold
- 1950 A Kiss - Rose Leaves, voor zangstem en piano, op. 69 nr. 4 - tekst: Austin Dobson
- 1951 The wayfarer, voor sopraan (of tenor) en piano, op. 75 nr. 2 - tekst: Stephen Crane
- 1951 The book of wisdom, voor sopraan (of tenor) en piano, op. 75 nr. 3 - tekst: Stephen Crane
- 1951 The blades of grass, voor sopraan (of tenor) en piano, op. 75 nr. 4 - tekst: Stephen Crane
- 1954 Song to Shakespeare's "Midsummer Night's Dream", voor zangstem en piano
- 1957 The Waning Moon, voor zangstem, viool, cello en piano, op. 23
- 1968 Yates-songs, voor zangstem en piano - tekst: William Butler Yeats
  1. He wishes for the cloths of heaven
  2. We, who are old
  3. Who goes with Fergus?
- 1970 Forgotten, voor zangstem en piano - tekst: G. W. Russell
- 1970 Two Goethe Songs, voor zangstem en piano
- 1977 5 Songs, voor zangstem en piano, op. 122 - tekst: Richard Barnes
  1. The River
  2. absent
  3. Dancing
  4. Yellow Pine
  5. Crucifixion de Imagine Mundi
- 1981 Four Songs, voor zangstem en piano, op. 91 - tekst:Sara Henderson Hay
  1. Visitant
  2. The Difference
  3. The Wind
  4. Thanksgiving
- 6 Lieder, voor zangstem en piano
- 9 Songs, voor zangstem en piano - tekst: James Joyce
- A Kiss, voor zangstem en piano
- A Soldier and a Sailor, voor zangstem en piano
- Arie der "Donna Clara" aus Lenaus' "Don Juan", voor sopraan en orkest, op. 34
- Delilah, voor zangstem en piano, op. 83 nr. 2 - tekst: Sara Henderson Hay
- Die Gondel, voor zangstem en piano
- Drums, voor zangstem en piano, op. 48 nr. 6 - tekst: Langston Hughes
- Epigramm, voor zangstem en piano
- Hope, voor zangstem en piano, op. 83 nr. 5
- I Tell Thee, Charmion!, voor zangstem en piano - tekst: William Congrave uit "Love for Love"
- Lamentation, voor zangstem en piano
- Of Faith, voor zangstem en piano, op. 83 nr. 6
- Prayer to Mary, voor zangstem en piano, op. 83 nr. 1
- Regenbogen, voor zangstem en piano - tekst: Johann Wolfgang von Goethe
- Sechs Volkslieder, voor zangstem en klein orkest
- The Child, voor zangstem en piano, op. 83 nr. 3 - tekst: Sara Henderson Hay
- The Gifts, voor zangstem en piano, op. 83 nr. 4 - tekst: Sara Henderson Hay
- Two Songs, voor zangstem, bastrombone en piano - tekst: Stephen Crane
- Two Wisdoms, voor twee zangstemmen en piano

### Kamermuziek
- 1925 Strijkkwartet nr. 1, op. 8
- 1940 Berceuse Slave, voor hobo en piano
- 1940 Bohemian Dance Rondo - dupak, voor fagot en piano
- 1941 Suite, voor klarinetkwartet
- 1946 Variations and Fugue on an American Theme, voor viool en cello, op. 57
- 1947 Sonata nr. 1, voor klarinet en piano, op. 59
- 1948 Little woodwind music, voor hobo, 2 klarinetten en fagot
- 1949 Intermezzo, voor klarinet en piano, op. 70 nr. 1
- 1951 Quartet, voor 2 trompetten, hoorn en trombone, op. 72
- 1952 Elegy and scherzino, voor blaaskwartet (hobo, 2 klarinetten en fagot), op. 70, nr. 2
- 1953 Sonata, voor hoorn en piano, op. 77
- 1953 Five variations on an old trumpet hymn tune, voor kopersextet (2 trompetten, hoorn en 3 trombones)
- 1953 Suite, voor 2 dwarsfluiten, op. 80
- 1954 Sonata, voor dwarsfluit en piano, op. 82
- 1955 Suite, voor hobo, klarinet en piano, op. 85
- 1955 Eclogue, voor viool en piano, op. 86, nr. 1
- 1958 Ballade, voor altviool sextet
- 1958 Blaaskwintet, op. 96
- 1958 Trio, voor viool, altviool en cello, op. 95
- 1959 Idyll, voor hobo en piano, op. 86, nr. 2
- 1960 Moresca figures, voor viool, klarinet en piano, op. 33
- 1960 Introduction and Rondo, voor dwarsfluit en piano, op. 61
- 1960 Trios, voor hobo, klarinet en fagot, op. 100
- 1961 Three movements, voor altviool en piano, op. 36
- 1962 Music, voor viool, klarinet, cello en fagot, op. 17a
- 1964 Envoy, voor klarinet, hobo, fagot, viool en cello, op. 104
- Arabesque, voor hobo en piano, op. 102 nr. 1
- Dialogue, voor klarinet en piano
- Duet, voor 2 dwarsfluiten, op. 80
- Kerker, voor harmonium (of: piano), 2 hoorns, viool en pauken
- Perpetuum Mobile, voor 2 trompetten, 2 trombones en orgel
- Shanty-Boy - A Phantasy on an American ballad tune, voor klarinet en piano
- Six Variations on a Trumpet Hymn Tune, voor cornet en piano
- Sonata nr. 1, voor viool en piano
- Your Hand in Mine, voor middenstem en piano (of orgel)

### Werken voor orgel
- 1938 Chorale prelude: Hast Thou Hidden Thy Face, Jesus, op. 41 nr. 2
- 1938 Chorale prelude: O Lord, I Acted Badly, op. 41 nr. 6
- 1952 Choral-Phantasy on "When I survey the wondrous cross", op. 73
- 1952 Sonata for organ, op. 46
- 1952 Prelude, adagio and canzone, op. 56
- 1955 Pastorale, op. 87, nr. 1
- 1955 Aria variata, op. 87, nr. 2
- 1955 Capriccio, op. 87, nr. 3
- 1959 Improvisation on an American folk melody, op. 92
- Processional

### Werken voor piano
- 1921-1924 Sechs Konzertstücke, op. 7
- 1922 Vier Klavierstücke, op. 3
- 1927 Speculum suite, op. 17
- 1929 Passacaglia
- 1941 From Old Mexicale
- 1941 From The Ozarks
- 1942-1944 Suite on American Folk Songs, voor 4 piano's - achthandig
  1. Prelude: "I ride an old Paint" (Cowboy song from the Southwest)
  2. March: "Roll the Chariot" (Salvation army song) and "Hoosen Johnny" (Song from Illinois)
  3. Slow song: "Been in the Pen so Long" (Jail song from Oklahoma)
  4. Fugue: "My pretty little Pink" (Dance song from Kentucky)
- 1944 Sonatina (Death Valley), op. 49
- 1945 My pretty little pink : a merry fugue on a Southern folktune, voor twee piano's
- 1949 Five Piece Set
  1. Prelude
  2. Caprice
  3. Romance
  4. Arabesque
  5. Drollery
- 1950 Engine room - a motor study
- 1951 Rondo scherzoso, op. 74 a
- 1953 Lover's lament - 21 variations on an American folksong, op. 47
- 1957 Dance from the Rio Grande Valley
- 1957 Essay, op. 74, nr. 2
- 1957 Five two-part studies on semitone progressions, op. 65
- 1958 Sonatina in E, op. 94
- 13 Variations on an Eight-Bar Theme, op. 107
- Four Minatures
- Prelude: "I ride an old Paint" Cowboy Song
- Slow Song
- Suite, op. 17
  1. Toccata
  2. Sarabande
  3. Intermezzo
  4. March
  5. Menuett
  6. Finale

### Werken voor klavecimbel
- 1957 Caribbeana, dans voor klavecimbel

### Werken voor accordeon
- 1961 Salute to Juan

## Publicaties
- So denken wie Beethoven, Mai Oktober 1978
- Nachrichten zur Mahler-Forschung, Nr. 1 Dez 1976
- The life and works of Heinrich Schuetz, St. Louis, Concordia Publishing House, 1972.
- Elements of impressionism and atonality in Liszt's last piano pieces, Radford, Virginia, Radford College, 1969.
- Die Mozartforschung in den Vereinigten Staaten, in: Otto Hietsch: "Österreich und die angelsächsische Welt; Kulturbegegnungen und Vergleiche". Wien, W. Braumüller, (1968) Bd. 2 p. 394-406
- Max Reger: Briefwechsel mit Herzog Georg II von Sachsen-Meiningen. in: Journal of the American Musicological Society, Vol. 3, No. 2,149-151. Summer, 1950.
- The Fugue Themes in Bach's Well-Tempered Clavier, in: Bulletin of the American Musicological Society, No. 8 (Oct., 1945), pp. 28-29
- Subdivision of Tones: A Modern Music Theory and Philosophy, in: Bulletin of the American Musicological Society, 1942, v.36
- Almanach für Arbeitersänger, Wien: Herausgegeben vom Österreichischen Arbeitersängerbund, 1928.
- Franz Schubert, "Verzeichnis von Schuberts Chorwerken" 1928. p. 103-104.